# ジョン・モートン (大陸会議代表)

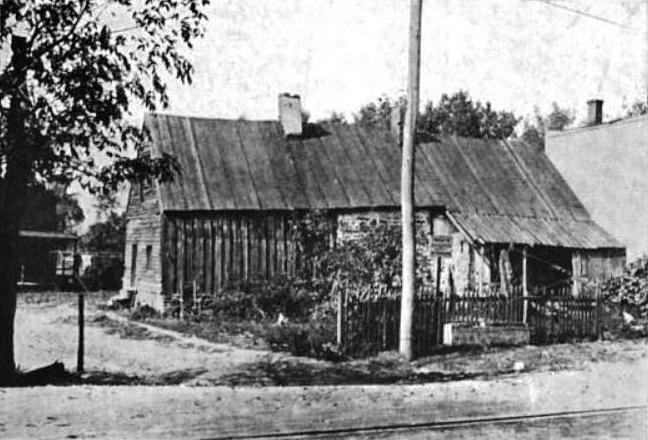
モートンの生家

ジョン・モートン（英: John Morton、1724年 - 1777年4月1日）は、独立前のアメリカ合衆国、ペンシルベニアのデラウェア郡リドリー出身の農夫、測量士、法律家である。アメリカ独立戦争の時の大陸会議に代表として選ばれ、アメリカ独立宣言にペンシルベニアが賛成する決定的な票を投じた代議員である。伝説によれば、大陸会議の会合に遅れ、到着した時は代議員全員が投票を済ませていたという。会議の場には居なかったものの、投票を許され、独立賛成票を投じた。モートンは独立宣言に署名し、連合規約を起草した委員会の委員長を務めた。

## 初期の経歴
モートンはペンシルベニア植民地チェスター郡リドリー・タウンシップ、現在のデラウェア郡で生まれた。父方の祖父マルッティ・マルッティネンはフィンランドのラウタランピの生まれであり、1654年にスウェーデンの植民地だったニュースウェーデンに移民してきた。その姓を英語化してモートンとした。モートンの母メアリー・アーチャーもスウェーデン移民の子孫だった。モートンの父はモートンが生まれる前に死んでおり、モートンが7歳の時に母はイングランド人移民の農夫ジョン・スケッチリーと再婚し、スケッチリーがモートンを教育した。1748年頃、モートンはやはりスウェーデン移民の曾孫であるアン・ジャスティスと結婚した。この夫妻には9人の子供が生まれた。モートンはチェスター郡における聖公会の活動的教会員だった。

## 政歴
モートンは1756年にペンシルベニアの植民地議会議員に選出され、これを1775年まで務めた。1757年には治安判事にも指名され、1764年まで務めた。1765年の印紙法会議でペンシルベニアの代議員となった。その後、1766年に議会議員を辞任し、チェスター郡の保安官になった。1768年には議会に復帰し、1775年には議長に選出された。一方、司法分野ではペンシルベニアで治安判事、高等保安官、高等裁判所および一般訴訟裁判所の裁判長など公的役職を歴任した。1774年にはペンシルベニア最高裁判所の陪席判事と司法分野での頂点となった。
1774年には第一次大陸会議代議員にも選ばれ、1775年の第二次大陸会議にも選ばれた。モートンは慎重にペンシルベニアを独立に向けて動き出すように仕向けたが、1776年の急進的なペンシルベニア憲法には反対した。1776年6月に大陸会議が独立決議の議論を始めたとき、ペンシルベニアの代表のうち、ベンジャミン・フランクリンとジェイムズ・ウィルソンは独立宣言に賛成し、ジョン・ディキンソンとロバート・モリスは反対して分裂した。モートンは7月1日まで中立だったが、その後フランクリンとウィルソンの側に与した。7月2日に最終投票が行われた時、ディキンソンとモリスは投票を棄権し、ペンシルベニア代表団は反対意見無しで独立決議を支持することになった。モートンは他の代表たちと共に8月2日にアメリカ独立宣言に署名した。
モートンは連合規約を起草する委員会の議長を務めたが、それが批准される前に、恐らく結核で死んだ。アメリカ独立宣言に署名した中では最初に死んだ者となった。
1997年の『スウェーデン・コロニアル・ニューズ』は1つの研究を掲載したが、それによるとモートンの祖父マルッティ・マルッティネンだけでなく祖母もフィンランドの出身で、母の旧姓はリパティだったとしている。このことはアールノ・カリモが出版した4部作 Kumpujen yöstä（1929年 - 1932年）にも言及されている。